# 葉廷會
葉廷會（1480年—？年），字以嘉，广东广州府東莞縣德生橋人，軍籍。

## 生平
治《易經》，行二，由國子生中式甲子科（1504年）廣東鄉試第十二名舉人，年二十九歲中式正德三年（1508年）戊辰科會試第一百六十六名，第三甲第二百二十名進士。除南京户部主事，榷税杭州，历官户部署员外郎事主事，十二年二月升福建按察司屯田佥事，升广西兵备副使。

## 家族
曾祖葉原清，副使。祖父葉英。父葉昂。母朱氏。具庆下。兄庭桂、弟庭橞、庭樟。